# ペルナン・ヴェルジュレス
ペルナン＝ヴェルジュレス(Pernand-Vergelesses)は、フランス東部、ブルゴーニュ＝フランシュ＝コンテ地域圏コート＝ドール県のコミューン。コート・ド・ボーヌ地区に属すブルゴーニュワインの産地で、村単独のAOCを持っている。